# Maria Litochenko
Maria Petrovna Litochenko (en ukrainien : Марія Петрівна Літошенко, en russe : Мария Петровна Литошенко), née Maria Marchouba le 24 septembre 1949 à Kiev (RSS d'Ukraine) est une handballeuse ukrainienne. Avec l'URSS, elle est championne olympique en 1976.

## Carrière
Elle évolue de nombreuses saisons au Spartak Kiev avec lequel elle remporte notamment dix Championnats d'URSS et de nombreuses fois la Coupe des clubs champions (C1).
Le Spartak formant l'ossature de l'équipe nationale soviétique, elle est médaillée d'argent aux Championnats du monde 1975 et 1978 et remporte le premier titre olympique féminin en handball lors des Jeux olympiques 1976 à Montréal.

## Palmarès

### En club
- Vainqueur de la Coupe des clubs champions (C1) (6) : 1970[3], 1971[4], 1972[5], 1973[6], 1975[7], 1977[8]
- Vainqueur du Championnat d'URSS (10) : 1969, 1970, 1971, 1972, 1973, 1974, 1975, 1976, 1977, 1978, 1979

### En équipe nationale
- Médaille de bronze au Championnat du monde 1973
- Médaille d'argent au Championnat du monde 1975
- Médaille d'or aux Jeux olympiques 1976 à Montréal

### Distinctions individuelles
- Élue meilleure arrière droite du Championnat du monde 1975